# Kodscho-Aryk
Kodscho-Aryk ist ein Dorf im Oblus Osch im Südwesten Kirgisistans.

## Geographie
Das Dorf liegt 400 Kilometer südwestlich von der Landeshauptstadt Bischkek entfernt. Es liegt etwa 1671 Meter über dem Meeresspiegel an einem Fluss in einem Tal, das sich in Richtung Norden nach Naiman öffnet. Kodscho-Aryk ist Verwaltungssitz der Landgemeinde Kulatow im Rajon Nookat.

### Klima
In der Gegend herrscht ein kaltes Wüstenklima. Die durchschnittliche Jahrestemperatur in der Region beträgt 5 °C. Der wärmste Monat ist der August mit einer Durchschnittstemperatur von 18 °C, der kälteste der Januar mit −10 °C. Die durchschnittliche jährliche Niederschlagsmenge beträgt 392 Millimeter. Der feuchteste Monat ist der April mit durchschnittlich 59 mm Niederschlag, der trockenste der September mit 9 mm Niederschlag.

## Bevölkerung
| Jahr | Einwohnerzahl |
| ---- | ------------- |
| 2009 | 8122          |
| 2021 | 5474          |